# Brednäbbad smaragd
Brednäbbad smaragd (Cynanthus latirostris) är en fågel i familjen kolibrier med omtvistad systematik. Den förekommer huvudsakligen i Mexiko men utbredningsområdet sträcker sig även in i sydvästra USA.

## Utseende och läte
Brednäbbad smaragd är en liten (9–10 cm) men rätt kraftig kolibri med bred  stjärt. Hanen är mörkgrön med vit undergump, mörk kluven stjärt, mörkblå strupe och svartspetsad röd näbb. Honan är smutsgrå under, grön ovan med vita strimmor i ansiktet runt en mörk kind och röd nedre näbbhalva. Lätet är ett torrt "tek" eller "tetek", faktiskt mycket likt rödkronad kungsfågel.

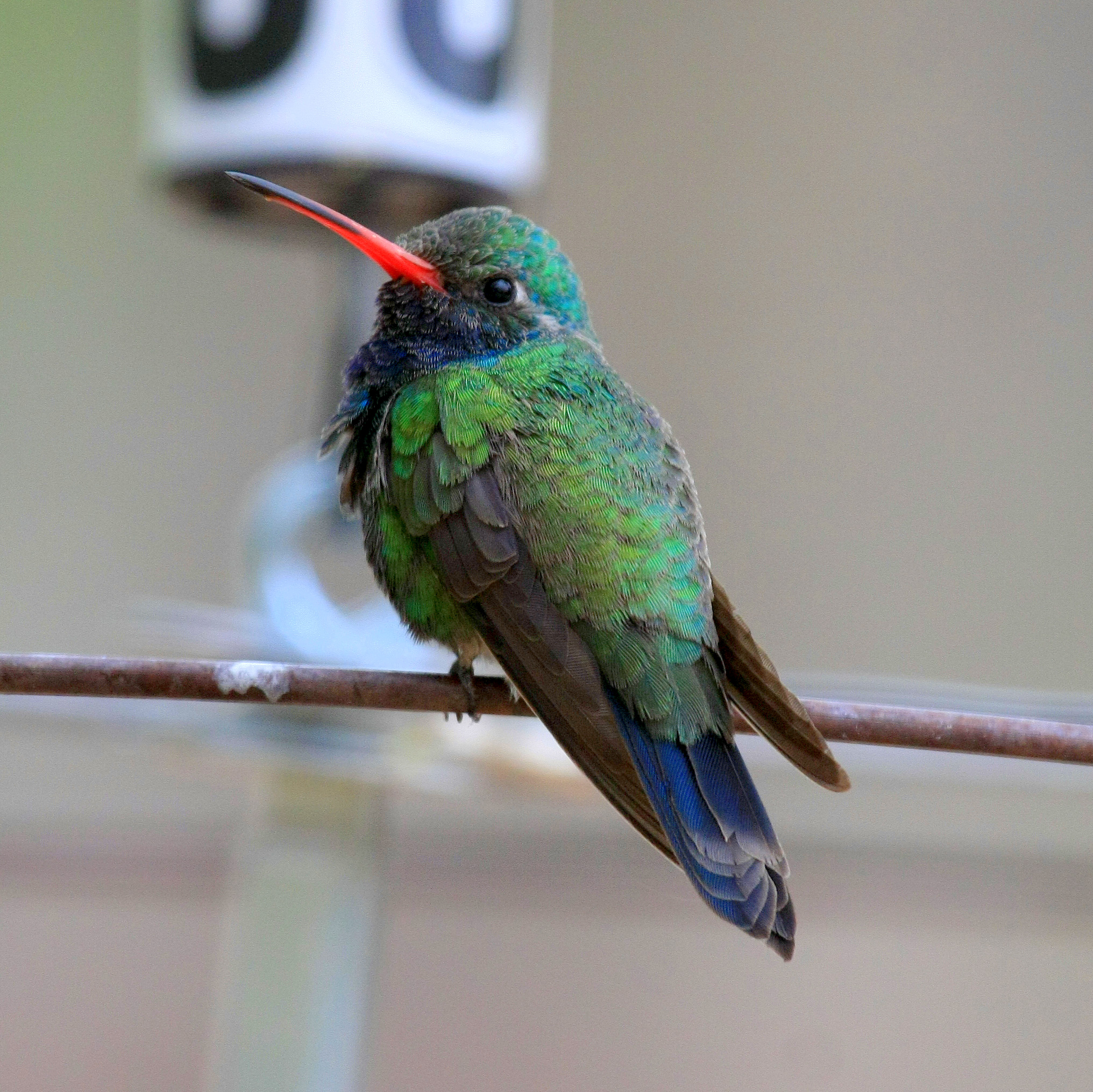
Hane brednäbbad smaragd fotograferad i Arizona.

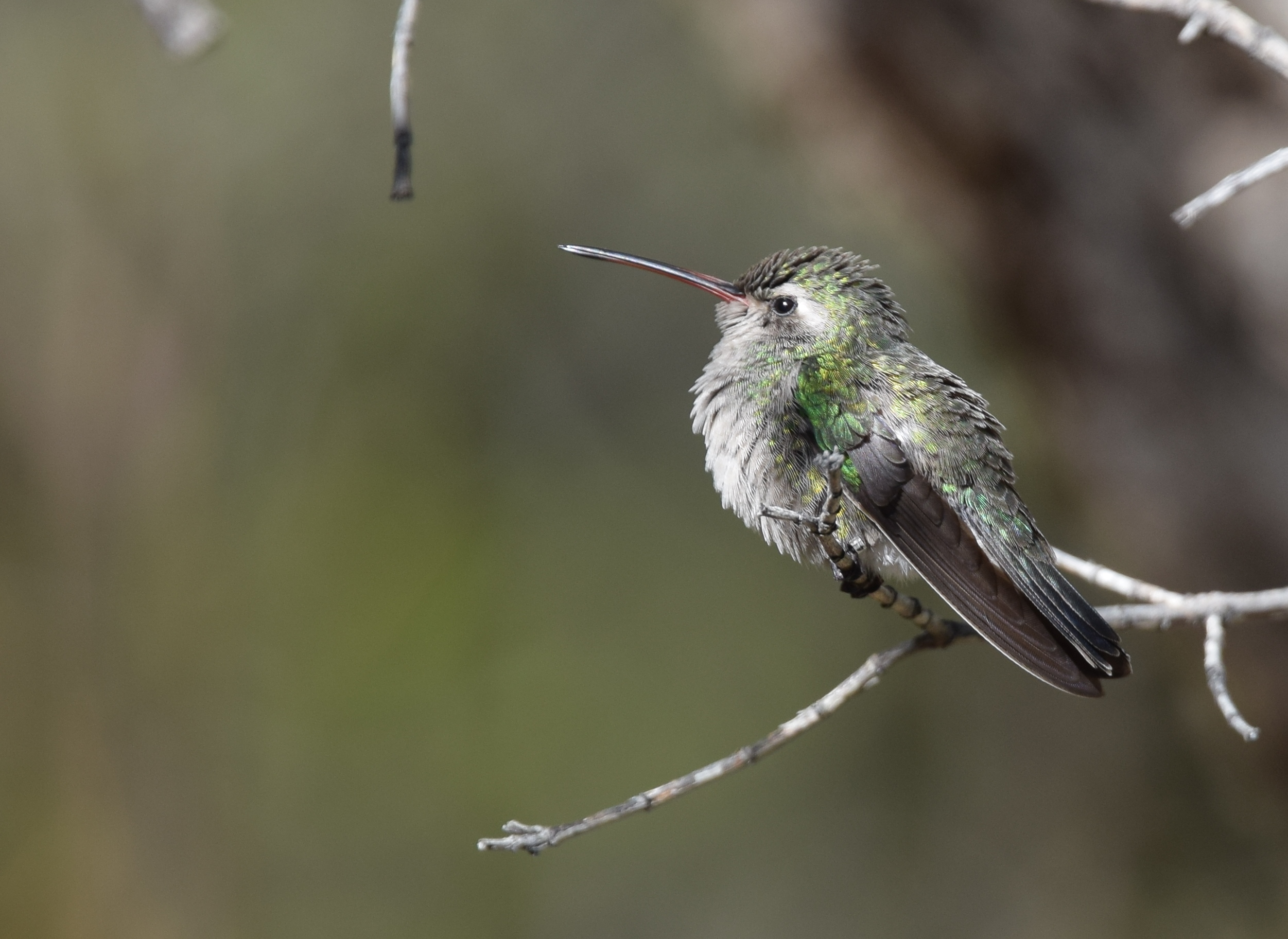
Hona.

Hos maríassmaragden på ögruppen Islas Marías utanför västra Mexiko, tidigare behandlad som underart, är hanen turkosgrön istället för safirblå på strupen och bronsgrön på bröstet, ej turkosblå. Vidare är de undre stjärttäckarna mörkgrå med vita spetsar. Näbben är också något kortare.
Sydligare turkoskronad smaragd, också tidigare behandlad som underart, är mycket lik. Denna är dock turkosblå även på hjässan där den brednäbbade smaragden är grön. Undersidan är också marinblå och de undre stjärttäckarna blåsvarta. Stjärten är djupare kluven och näbben något kortare.

## Utbredning och systematik
Brednäbbad smaragd delas numera vanligen in i tre underarter med följande utbredning:
- Cynanthus latirostris magicus – sydvästra USA samt delstaterna i Sonora, Sinaloa och Nayarit i nordvästra Mexiko
- Cynanthus latirostris latirostris – östra Mexico (San Luis Potosí och från Tamaulipas till Veracruz)
- Cynanthus latirostris propinquus – Guanajuato och norra Michoacán i centrala Mexiko

Populationerna i USA och allra nordligaste Mexiko är flyttfåglar. Arten har tillfälligt påträffats i Kanada. 
Både maríassmaragden och turkoskronad smaragd behandlades tidigare som underarter till brednäbbad smaragd, men urskiljs numera vanligen som egna arter.

## Levnadssätt
Brednäbbad smaragd hittas i USA i lågt liggande beskogade kanjoner och flodnära skogsområden, men besöker även fågelmatningar i andra miljöer. Den livnär sig av nektar från blommande agave, Caesalpinia, Castilleja och Opuntia. I USA häckar den mellan april och september, i Mexiko mer varierat.

## Status
Arten har ett stort utbredningsområde och beståndet anses vara stabilt. Internationella naturvårdsunionen IUCN listar den därför som livskraftig (LC).